# Древняя и Новая Романия
Дре́вняя и Но́вая Рома́ния — российский рецензируемый научный журнал, издаваемый Санкт-Петербургским государственным университетом.

## История
Основан в 1974 году. Начиная с 2013 года (выпуск № 11) доступен в электронном виде на сайте научной электронной библиотеки. Ответственный редактор — профессор М. А. Марусенко, ответственные секретари — М. М. Мазняк, К. В. Якушкина.
В журнале публикуются статьи на русском, английском и романских языках по вопросам языкознания, литературы и литературоведения, искусства и искусствоведения.